# Eugen Bormann
Eugen Bormann (Hilchenbach, 6 ottobre 1842 – Klosterneuburg, 4 marzo 1917) è stato un epigrafista e filologo classico tedesco.

## Biografia
Studiò presso l'Università di Bonn sotto Otto Jahn e Friedrich Ritschl, e presso l'Università di Berlino, dove i suoi insegnanti furono: August Boeckh, Eduard Gerhard e Theodor Mommsen. In qualità di membro del Corpus Inscriptionum Latinarum, trascorse diversi anni a condurre ricerche sulla storia dell'Italia. Dopo il servizio militare durante la guerra franco-prussiana (in cui fu gravemente ferito), insegnò corsi di lingue classiche al Gymnasium zum Grauen Kloster di Berlino.
Nel 1881 fu nominato professore di storia antica presso l'Università di Marburgo, poi nel 1885 si trasferì presso l'Università di Vienna, dove diventò membro dell'Accademia delle Scienze.
Venne accreditato per l'espansione del Seminario Archeologico-Epigrafico (Archäologisch-epigraphische Seminar), un'entità scolastica fondata da Otto Hirschfeld e da Alexander Conze. Oltre alla sua vasta opera sul Corpus Inscriptionum Latinarum, curò anche del materiale epigrafico raccolto dai Limes romani in Austria (Carnuntum, Lauriacum). Con l'archeologo Ernst Kalinka, pubblicò un trattato, sui monumenti antichi trovati in Bulgaria, intitolato "Antike Denkmäler in Bulgarien".
La via, Eugen Bormann-Gasse a Vienna è nominata in suo onore.